# Ismah Khatun
Ismah Khatun, död efter 1119, var gift med kalif Al-Mustazhir (regent 1094-1118).
Hon beskrivs som inflytelserik och är känd som grundare av en skola i juridik i Bagdad. 